# Serrat de Gardell
El Serrat de Gardell és una serra situada entre els municipis d'Argençola i Jorba a la comarca de l'Anoia, amb una elevació màxima de 686 metres.